# استیو کانینگهام
استیو کانینگهام (انگلیسی: Steve Cunningham؛ زادهٔ ۱۵ ژوئیهٔ ۱۹۷۶) بوکسور اهل ایالات متحده آمریکا بود.